# 55:15 Never Too Late
『55:15 Never Too Late』（55:15 ネバー・トゥー・レイト）は、2021年にタイで放送されたテレビシリーズ。コーラパット・クッパン（ナノン）、カンヤラット・ルングルーン（ピプローイ）、タナワット・ラッタナキットパイサーン（カオタン）、ケイ・ラットシティチャイ、ベンヤーパー・ジーンプラソーム（ヴィウ）、Vasu Sangsingkeo（ジープ）、シンチャイ・プレーンパーニット（ノック）、Songsit Rungnopakunsi（Kob）、アマリン・ニティポン、Kara Polasitらが主演する。
Saranyu Jiralaksanakulが監督し、タイのGMMTVが制作し、タイのテレビシリーズとして初めてグローバル・ストリーミング・プラットフォームで初めて独占配信されたこのシリーズは、GMMTVが開催した「GMMTV2021：The New Decade Begins」イベントで16のテレビシリーズのうちの1つとして発表された。2021年12月6日にDisney + Hotstarが先行独占配信し、その後2022年1月6日よりGMM 25にて放送される。公式予告動画は、2021年11月25日にGMMTVによって、公式のメインキャストとキャラクターとともに公表された。日本ではTELASAにて2022年6月28日より配信された。

## あらすじ
このドラマは、55歳という年齢を境に人生がひっくり返ってしてしまう5人の人々を描いている。彼らは55歳になってまた一つ年をとるのではなく、突然15歳から再出発することになるのだ。サスペンス満載な展開とともに、過去に戻って人生の過ちを償う主人公たちの苦悩を描く。 

## キャストとキャラクター

### 主演
- サン（15歳）：コーラパット・クッパン（ナノン）
- サン（55歳）：ワス・サーンシンゲーウ（ジープ）

声優として活躍していたが声が出なくなり55歳にして失業。
- ジャヤ（15歳）：カンヤラット・ルングルーン（ピプローイ）
- ジャヤ（55歳）：シンチャイ・プレーンパーニット（ノック）

若くしてヒット曲を出し人気を博したが、落ちぶれた歌手。
- ソンポン/ポール（15歳）：タナワット・ラッタナキットパイサーン（カオタン）
- ソンポン/ポール（55歳）：ソンシット・ルンノッパクンシー（コブ）

ゲイであることを隠して生きてきたカフェの店主。
- アモンテップ（15歳）：ケイ・ラットシティチャイ
- アモンテップ（55歳）：アマリン・ニティポン

借金を抱えたボクサー
- ジャルニー（15歳）：ベンヤーパー・ジーンプラソーム（ヴィウ）
- ジャルニー（55歳）：カーラー・ポンラシット

高校の教師として働いていたが、厳しい指導のせいで生徒から嫌われていた。

### 助演
- プリム（15歳）：ナパソーン・ウィーラユッタウィライ（プイメック）
- プリム（55歳）：グレース・マハーダムロンクン

サンの初恋の人
- キキ（プリムの姪）：プレークワン・ポンサクン（ビムビーン）
- パンポンド（キキの友人でアモンテップの息子）：タウィナン・アヌクンプラサート（シー）
- ノイナエ（ソンポンの姪）：スリーヤレート・ヤカレー（プリッキン）
- マシー（ソンポンの店で働くピアニスト）：ヨン・アームチャー
- ピプー（マシーの息子）：パウィン・クーラカーラニャウィット（パウィン）
- ボム：ウィーラユット・チャンスック（アーム）
- Joom：プリヤファット・ロスワンシリ（アーン）
- Pruek：パーフン・チヤチャルーン（マーク）
- Krissana Sreadthatamrong (Tu)
- Luckana Siriwong (Bim)
- Anuwan Jiranantawat
- Michael Shaowanasai
- Natthisarat Phongphanumaspaisarn (Mind)
- Natthachai Sirinanthachot (Birth)

### ゲスト出演
- 本人役：ピラパット・ワタナセッシリ（アース） - 第8話
- 本人役：サハパー・ウォンラート（ミックス） - 第8話
- サンの父親：Soontorn Meesri (Jim)

## オリジナルサウンドトラック
- Never Too Late - カオタン[6]

- ถ้าวันนั้น (If Only) - FORD ARUN[7]